# RE 100
RE 100, stiliserat som RE100, är ett internationellt klimatinitiativ som uppmanar företag att bli 100% förnybara. 189 företag har skrivit på och åtagit sig att genomföra detta. Klimatinitiativet startades 2014 av det nederländska möbelföretaget Ikea och schweiziska försäkringsbolaget Swiss Re vid klimatmötet i New York samma år.
De företag som är villiga att skriva på klimatinitiativet måste offentligt meddela att man åtar sig att göra det. Man måste också övergå helt till att använda sig av förnybar energi genom hela koncernen, antingen genom producera energin själva eller köpa det från externa aktörer.

## Medlemmar
Listan består av de företag som har skrivit på klimatinitiativet. Årtal mellan parenteser är när det enskilda företaget blev alternativt förväntas bli 100% förnybar/t. De företag som inte har något årtal utskrivet är antingen redan 100% förnybara men inget år är utskrivet eller att de har inte gett något besked när de förväntas bli det.
Uppdaterad: 19 juli 2019.
| - 3M (2050) - Adobe (2035) - Aeon (2050) - Akzo Nobel (2050) - Allianz (2023) - Alstria (2020) - Amalgamated Bank (2017) - Anheuser-Busch Inbev (2025) - Anthem (2025) - Apple (2018) - Askul (2025) - Asset Management One (2025) - Astra Zeneca (2025) - Atlassian (2025) - Aurora Organic Dairy (2020) - Autodesk (2016) - Aviva (2025) - Axa (2025) - Bank of America (2020) - Bank of Australia (2020) - Bankia (2013) - Barclays (2030) - Baywa (2020) - BBVA (2030) - Bestseller (2021) - Biogen - Bloomberg (2025) - BMW - Bozzuto Group (2040) - British Land (2019) - Broad Group (2045) - BT Group (2020) - Burberry (2022) - Caixabank (2040) - Califia Farms (2020) - Canary Wharf Group (2012) - Capital One Financial (2017) - Carlsberg (2022) - Citigroup (2020) - City of London Corporation (2018) - Clif Bar & Company - Coca-Cola European Partners (2020) - Colruyt Group (2020) - Commerzbank - Commonwealth Bank of Australia (2030) - Co-op Sapporo (2040) - Corbion - Crédit Agricole - The Crown Estate (2022) - Crown Holdings (2050) - Daito Trust Construction (2040) - Daiwa House Group (2040) - Dalmia Cement (2030) - Danone (2020) - Danske Bank (2015) - DBS Bank (2030) - Decathlon Group (2026) - Dentsu Aegis Network (2020) - Derwent London (2020) - Diageo (2030) - DNB (2020) - DSM - Ebay (2025) | - Elion - Elopak (2016) - Envipro Holdings (2050) - Equinix (2016) - Estée Lauder Companies (2020) - Etsy (2020) - Facebook (2020) - Fifth Third Bancorp (2022) - Firmenich (2020) - Formula E Holdings (2012) - Fujifilm (2050) - Fujitsu (2050) - Fuyo General Lease (2050) - Gatwick Airport Limited (2020) - General Motors (2050) - Givaudan (2025) - Goldman Sachs (2020) - Google (2017) - Grupo Bimbo (2025) - Groupe L'Occitane (2030) - Gürmen Group - H&M (2030) - Hatsun Agro Products (2032) - Heathrow Airport Limited (2017) - Helvetia (2015) - Hewlett Packard Enterprise - HP (2035) - HSBC (2030) - IHS (2020) - Ikea (2020) - Infosys (2020) - ING (2020) - Interface (2016) - International Flavors & Fragrances - Iron Mountain (2050) - JD Sports (2025) - Johnson & Johnson (2050) - Johnan Shinkin Bank (2050) - JPMorgan Chase & Co. (2020) - Jupiter Asset Management (2017) - Kellogg's (2050) - Keurig Dr Pepper (2025) - Kingspan Group (2020) - Konica Minolta (2050) - KPN (2013) - Landsec - Lego (2017) - Lloyds Banking Group (2050) - Longi Green Energy Technology (2028) - Lyft (2018) - Mace (2022) - Mahindra Holidays & Resorts India (2050) - Marks and Spencer (2016) - Mars (2040) - Marui Group (2030) - McKinsey & Company (2025) - Microsoft (2014) - Morgan Stanley (2022) - Nestlé - Next (2030) - Nike - Nordea - Novo Nordisk (2020) - Nomura Research Institute (2050) | - Hair O'right (2025) - Organic Valley (2019) - Pearson plc (2012) - Philips (2020) - PNC Financial Services (2025) - La Poste (2020) - Procter & Gamble (2030) - Proximu - Prudential plc (2025) - PVH (2030) - Pwc (2022) - QBC (2025) - Quality Technology Services (QTS) (2025) - Rackspace (2026) - Reckitt Benckiser (2030) - RELX (2020) - Ricoh (2050) - Royal Bank of Scotland (2025) - Salesforce (2022) - SAP (2014) - Save S.p.A. Group (2016) - Schneider Electric (2030) - Schroders (2025) - Sekisui House (2040) - SGS (2020) - Signify (2020) - Sky plc (2020) - Slaughter and May (2040) - Sony (2040) - Starbucks - Steelcase (2014) - Swiss Post (2013) - Swiss Re (2020) - Swisscom (2010) - Tata Motors (2030) - TCI Co., Ltd. (2030) - TD Bank Group (2015) - Telefonica (2030) - Tesco (2030) - Tetra Pak (2030) - T-Mobile US (2021) - Toda Corporation (2050) - Tokyu Land (2050) - TRIDL (2048) - UBS (2020) - Unilever (2030) - Vail Resorts (2030) - Vaisala (2020) - Vestas (2013) - VF Corporation (2025) - Visa (2019) - Vmware (2020) - Vodafone (2025) - Voya Financial (2007) - Walmart (2025) - Watami (2040) - Wells Fargo (2017) - Westpac (2025) - Wework (2023) - The Wonderful Company (2040) - Workday (2008) - YOOX Net-a-Porter Group (2020) - Zurich Insurance Group (2022) |